# 失速警報装置
失速警報装置（しっそくけいほうそうち、英語: stall warning system）また失速防止装置（しっそくぼうしそうち、英語: stall protection system）とは、航空機の安全装置のひとつ。航空機が失速に近づくとパイロットに警告する装置。

## スティックシェイカー
失速警告として一般的な装置が操縦桿を振動させるスティックシェイカー (stick shaker) である。これは機体の失速直前に操縦桿が素早く小刻みに音を立てながら振動する（シェイクする）機能である。

### ストール・ストリップ

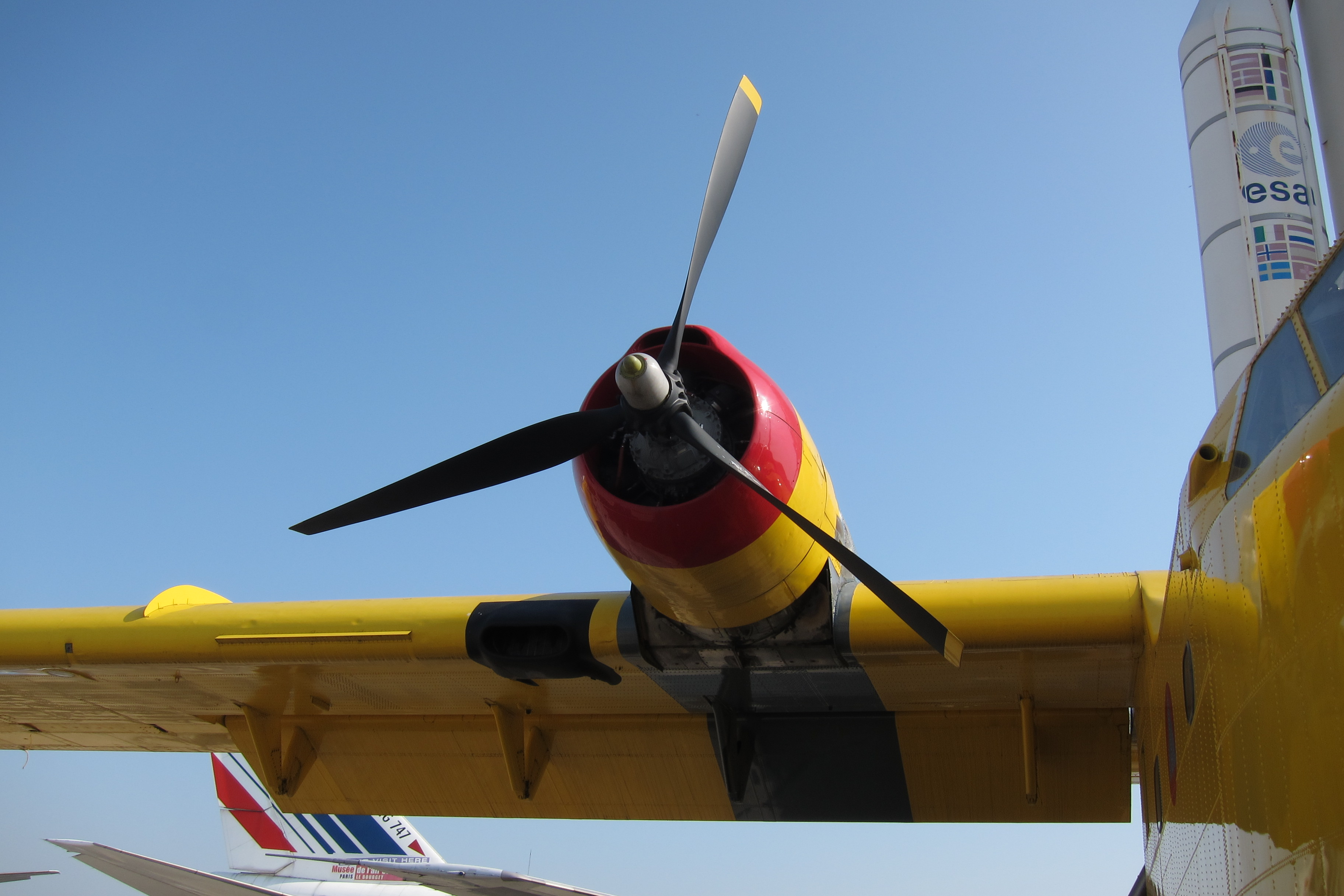
CL-215の右主翼前縁に装備されたストール・ストリップ。右舷エンジンの外側、画像向かって左側から画像横幅の1/4程度に注目。

スティックシェイカーの中で最も単純な機構は、主翼前縁にストール・ストリップと呼ばれる突起を設置することである。これは迎角の変化に伴って主翼前縁において気流が上下に分かれる境界よどみ点が移動する原理を利用するものである。迎角が増大するに伴ってよどみ点は前縁下側に移動し、上下に分かれた気流のうち主翼上へと流れる成分は主翼前縁を下側から回り込んでから主翼上面に流れるようになる。主翼前縁の一部の適切な位置にこの流れを妨げる突起ストール・ストリップを設ける。ストール・ストリップを設けた箇所では気流は主翼上面へと滑らかに回り込むことが出来ず、この箇所のみ前縁失速状態となり、乱気流が発生する。この乱気流が昇降舵へ当たることで直接昇降舵を振動させ、操縦桿を前後に振動させる。
突起を設置するだけで電子装置などは不要で、検査も突起が破損していないかを確認するだけで済むため低コストである。また電子装置が介在しないため突起が壊れない限り確実に動作する。一方で突起を設置するため空気抵抗が増え燃費が悪化するため、旅客機など採算を優先する機種では導入しにくい。また氷結時など失速速度や、主翼前縁形状が変化し気流の分布が変化する状態にも対応できない。
後述の電子式が登場した現代でも小型機で利用されている。

### 電子式
現代では胴体側面あるいは翼部に設けられたAOAセンサ（迎角計）と、そのAOAセンサを飛行機の速度等と合わせ計算するコンピュータを用いる電子式が多い。コンピュータが、AOAセンサやあらゆる飛行システムからのデータを統合し、そのデータが失速直前の状態と感知したときに操縦桿を振動させる。多くは同時に音声やランプでも警告する。
意図的にバランスを崩したフライホイールが接続された電動モーターが接続されている。作動すると強力に操縦桿を振動させる。操縦桿の振動は失速時に生じる飛行機の気流の乱れによって生じる振動の振動数や振幅に似せている。操縦桿の振動は、操縦士がもし失速警告音やランプに気がつかなかったときに、失速を知らせるための二次手段としての機能でもある。
大きな機体の飛行機（特にディープストールの影響を受けやすいT字翼機）では、失速時に昇降舵コントロールを自動的に前方に押し出すスティックプッシャーシステムを含めた失速防止装置が採用されている。これにより迎角を減らして失速を防げるようになっている。
電子制御であるためスティックプッシャーなど他のアビオニクスとの連動が可能で、強い横風や氷結時など気象条件に合わせた値を切り替えたり、テストモードにより地上で動作確認もできる。一方で装置の導入・メンテナンスのコストがかかる。また各センサや制御装置などの電気系統は故障の確認が難しく、プログラムのエラーにより動作が停止する危険もある。他にもコルガン・エア3407便墜落事故のようにパイロットがモードの切り替えを間違えたことが原因の一つとされているなど、機能が増えることでパイロットに負担を強いることにもなる。